# 台湾総督府土木局

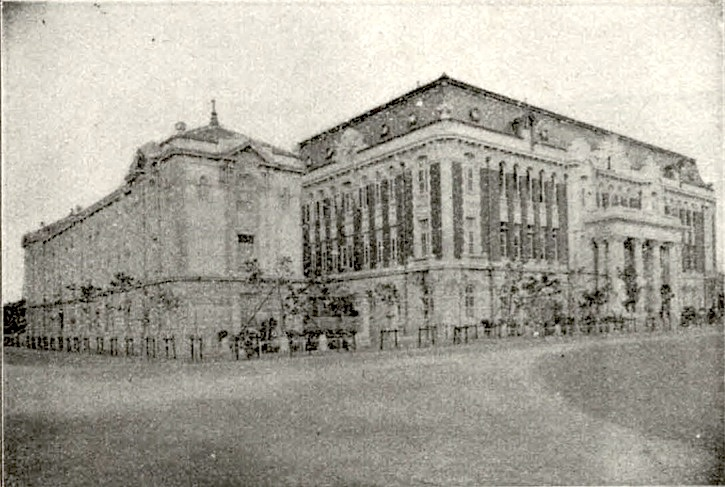
総督府土木部

台湾総督府土木局（たいわんそうとくふどぼくきょく）は、台湾総督府に置かれた内部部局。土木、建築等の担当部門である。本項では外局（台湾総督府所属官署）として設置された土木部、1942年（昭和17年）に内務局などを再編して新設された国土局にも触れる。

## 概要
1896年（明治29年）5月、台湾総督府民政局に臨時土木部が設置された。これが土木局の嚆矢であるが、1897年（明治30年）11月に廃止された。
1901年（明治34年）11月、民政部に土木局が設置された。1909年（明治42年）10月、土木局を廃止し、新に総督府所属官署である土木部を設置した。
1911年（明治44年）10月、土木部を廃止し、民政部に土木局を設置。1924年（大正13年）12月、土木局を廃止。
1942年（昭和17年）11月、組織機構の改編により国土局を設置したが、1943年（昭和18年）12月に廃止された。

## 沿革
- 1895年（明治28年）
  - 5月 - 台湾総督府民政局に内務部を設置。土木課を置く[1]。
- 1896年（明治29年）5月 - 民政局に臨時土木部を設置し[2]、庶務課、土木課、建築課を置く。
- 1897年（明治30年）11月 - 臨時土木部が廃止され[3]、財務局に土木課を置く。
- 1898年（明治31年）6月 - 財務局が廃止され、民政局を改編した民政部に土木課を置く。
- 1901年（明治34年）11月 - 民政部に土木局を設置[4]。土木課、営繕課、経理課を置く。
- 1907年（明治40年） - 土木課、営繕課、経理課、臨時水道課の四課となる。
- 1908年（明治41年）
  - 4月 - 土木課、営繕課、経理課、臨時水道課、水利課の五課となる。
  - 7月 - 臨時台湾工事部が設置され[5]、土木局から水利課を移管し、他に、総務課、築港課、電気課、経理課を置く。部長は民政局長、次長は土木局長がそれぞれ兼務し、基隆・打狗の築港、灌漑・排水、電気事業、水力利用を担当した。
- 1909年（明治42年）10月 - 土木局と臨時台湾工事部を廃止し、新に総督府所属官署である土木部を設置[6]し、庶務課、工務課、営繕課を置く。部長は民政長官が兼務し、土木、築港、灌漑・排水、営繕、電気事業、水力利用を担当した。
- 1911年（明治44年）10月 - 民政部に土木局を設置[7]し、庶務課、土木課、営繕課を置く。また同時に土木部を廃止して、臨時台湾総督府工事部を設置し、築港、灌漑・排水、総督指定工事を担当させた[8]。
- 1919年（大正8年）
  - 5月 - 臨時台湾総督府工事部を廃止[9]。
  - 8月 - 民政部が廃止され、台湾総督府土木局となる[10]。
- 1920年（大正9年）9月 - 庶務課、土木課、港湾課、営繕課の四課となる。
- 1924年（大正13年）12月 - 土木局を廃止[11]。業務の一部を新設の交通局に移管し、内務局に土木課を置く。
- 1942年（昭和17年）11月 - 組織機構の改編により国土局が設置され[12]、総務課、電力課、道路課、土木課を置く。
- 1943年（昭和18年）12月 - 行政機構の整理により国土局を廃止し[13]、その業務の一部を新設の鉱工局に移管し、総務課、工業課、労政課、鉱務課、電力課、土木課を置く。

## 歴代局長・部長

### 土木局長・土木部長
| 氏名                         | 在任期間                        | 備考                          |
| 台湾総督府民政局臨時土木部長 | 台湾総督府民政局臨時土木部長    | 台湾総督府民政局臨時土木部長  |
| ---------------------------- | ------------------------------- | ----------------------------- |
| 山口宗義                     | 1896年4月18日 - 1896年8月17日   | 心得                          |
| 高津慎                       | 1896年8月17日 - 1897年6月23日   |                               |
| 高津慎                       | 1897年6月23日 - 11月1日         | 兼務。1897.11.1以降、土木課長 |
| （1897.11.1臨時土木部廃止）  |                                 |                               |
| 台湾総督府民政部土木局長     |                                 |                               |
| 高橋辰次郎                   | 1901年11月11日 - 1902年2月28日  | 心得                          |
| 長尾半平                     | 1902年2月28日 - 1909年10月25日  | 心得                          |
| 台湾総督府土木部長           |                                 |                               |
| 大島久満次                   | 1909年10月25日 - 1910年7月22日  | 民政長官兼任                  |
| 宮尾舜治                     | 1910年7月22日 - 1910年8月22日   | 民政長官事務取扱              |
| 内田嘉吉                     | 1910年8月22日 - 1911年10月16日  | 民政長官兼任                  |
| 台湾総督府民政部土木局長     |                                 |                               |
| 内田嘉吉                     | 1911年10月16日 - 1912年1月4日   | 事務取扱                      |
| 高橋辰次郎                   | 1912年1月4日 - 1915年3月20日    | 心得                          |
| 角源泉                       | 1915年3月20日 - 1919年5月21日   |                               |
| 相賀照郷                     | 1919年5月21日 - 1919年8月20日   |                               |
| 台湾総督府土木局長           |                                 |                               |
| 相賀照郷                     | 1919年8月20日 - 1920年9月1日    |                               |
| 山形要助                     | 1920年9月1日 - 1921年10月8日    |                               |
| 相賀照郷                     | 1921年10月8日 - 1922年11月27日  | 心得                          |
| 相賀照郷                     | 1922年11月27日 - 1924年10月2日  | 心得                          |
| 木下信                       | 1924年10月2日 - 1924年12月23日  | 兼務                          |
| 武藤針五郎                   | 1924年12月23日 - 1924年12月25日 |                               |

### 国土局長
| 氏名     | 在任期間                       | 備考     |
| -------- | ------------------------------ | -------- |
| 斎藤樹   | 1942年11月1日 - 1943年3月29日  | 事務取扱 |
| 奥田達郎 | 1943年3月29日 - 1943年11月23日 |          |
| 欠員     | 1943年11月23日 - 1943年12月1日 |          |